# U nádraží

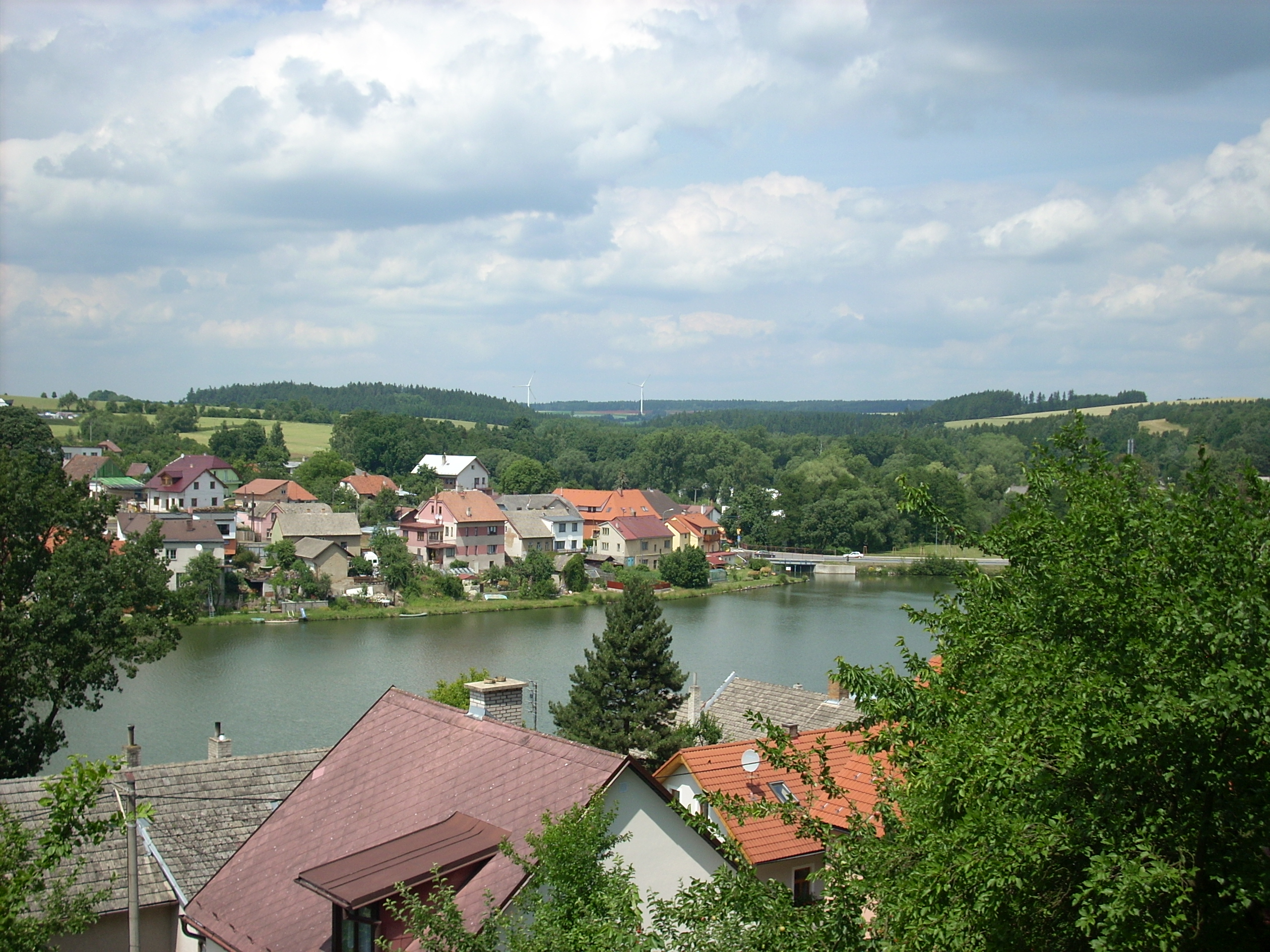
Zástavba u rybníka Peklo

U nádraží je základní sídelní jednotka města Polná v okrese Jihlava. Má výměru 66 ha.

## Obyvatelstvo
V roce 1991 zde žilo 836 obyvatel, roku 2001 980 a o deset let později 941.

## Poloha
Severní hranici tvoří zástavba ulice Resslova, kde sousedí se ZSJ Nad Peklem, k jihu ji zavede řeka Šlapanka a hráz rybníka Peklo, u areálu Višničky se stáčí na západ po ulici Jihlavská a zpět k severu směřuje od benzínové stanice Silmet a odbočení zpět na východ u Malé Cihelny a následně ulice Tyršova.